# Ava DuVernay
Ava Marie DuVernay (nascida em 24 de agosto de 1972) é uma diretora, roteirista, publicitária de filmes e distribuidora de filmes americana. No Festival Sundance de Cinema de 2012, DuVernay ganhou o Prêmio de Melhor Direção por seu segundo longa-metragem, Middle of Nowhere, tornando-se a primeira mulher afro-americana para ganhar o prêmio. Pelo seu trabalho em Selma, DuVernay foi a primeira diretora negra a ser nomeada para um Globo de Ouro. Com Selma, ela também foi a primeira diretora negra a ter seu filme nomeado para o Oscar de Melhor Filme.

## Primeiros anos
DuVernay nasceu em Long Beach, Califórnia. Cresceu acima em Lynwood, Califórnia (perto de Compton) e graduou-se em 1990 na High School Saint Joseph em Lakewood. Na Universidade da Califórnia, Los Angeles (UCLA), ela estudou Inglês e estudos afro-americanos.
Durante suas férias de verão, ela viajava para a casa de infância de seu pai, Murray May (que não estava longe de Selma, Alabama). DuVernay disse que estes verões influenciaram a criação de Selma, porque seu pai viu a marcha de Selma para Montgomery quando criança.

## Carreira
Seu primeiro interesse foi no jornalismo, uma escolha influenciada por um estágio na CBS News, onde foi designada para ajudar a cobrir o julgamento do assassinato de O.J. Simpson. Ela ficou desiludida com o jornalismo no entanto, e decidiu se mudar para as relações públicas e, em 1999, abriu sua própria empresa de relações públicas, a Agência DuVernay.

### Cinema
DuVernay fez sua estreia como diretora de cinema em 2008 com o documentário This Is the Life, uma história do movimento artístico Good Life Cafe em Los Angeles. DuVernay começou com documentários porque eles podem ser feitos em um orçamento menor do que um longa-metragem, e ela poderia aprender o comércio ao fazê-lo.
Em 2011, o primeiro longa-metragem narrativo de DuVernay, I Will Follow, um drama estrelado por Salli Richardson-Whitfield, foi lançado nos cinemas. A tia de DuVernay, Denise Sexton, foi a inspiração para o filme. O filme custou a DuVernay $ 50.000 e foi feito em 14 dias. Roger Ebert chamou-o de "um dos melhores filmes que eu vi sobre como chegar a um acordo com a morte de um ente querido". I Will Follow foi uma seleção oficial da AFI Fest, Pan-African Film Festival, Urbanworld e Festival Internacional de Cinema de Chicago.
No verão de 2011, DuVernay começou a produção em seu segundo longa-metragem, Middle of Nowhere. O filme foi adquirido pela AFFRM e Participant Media no Festival de Cinema Sundance de 2012, onde atuou na Competição Dramática dos EUA e recebeu o Prêmio de Melhor Diretor por DuVernay, a primeira mulher afro-americana a ganhar o prêmio. DuVernay também ganhou o Independent Spirit John Cassavetes Award por seu trabalho no filme.
A ESPN encomendou a DuVernay para produzir e dirigir Venus Vs., um documentário sobre a luta de Venus Williams pelo prêmio em dinheiro para sua série de filmes Nine for IX, que foi ao ar em 2 de julho de 2013.
Em 2015, DuVernay estava em consideração para dirigir e possivelmente co-escrever o filme da Marvel Studios, Black Panther. Segundo relatos, a disputa estava entre ela e Ryan Coogler, com Coogler, finalmente, conseguindo o trabalho mais tarde no ano.
DuVernay foi encomendado pelo Museu Nacional Smithsonian de História e Cultura Afro-Americana para criar um filme para a abertura do museu. August 28: A Day In The Life Of A People conta a história através de eventos que aconteceram na mesma data, 28 de agosto. O filme de 22 minutos inclui Lupita Nyong'o, Don Cheadle, Regina King, David Oyelowo, Angela Bassett, Michael Ealy, Gugu Mbatha-Raw, André Holland e Glynn Turnman. Ele se concentra em eventos envolvendo o assassinato de Emmett Till, o discurso do Dr. Martin Luther King, "Eu tenho um sonho", o furacão Katrina e a noite que o então senador Barack Obama aceitou a nomeação democrata para o presidente dos Democratas em 2008.

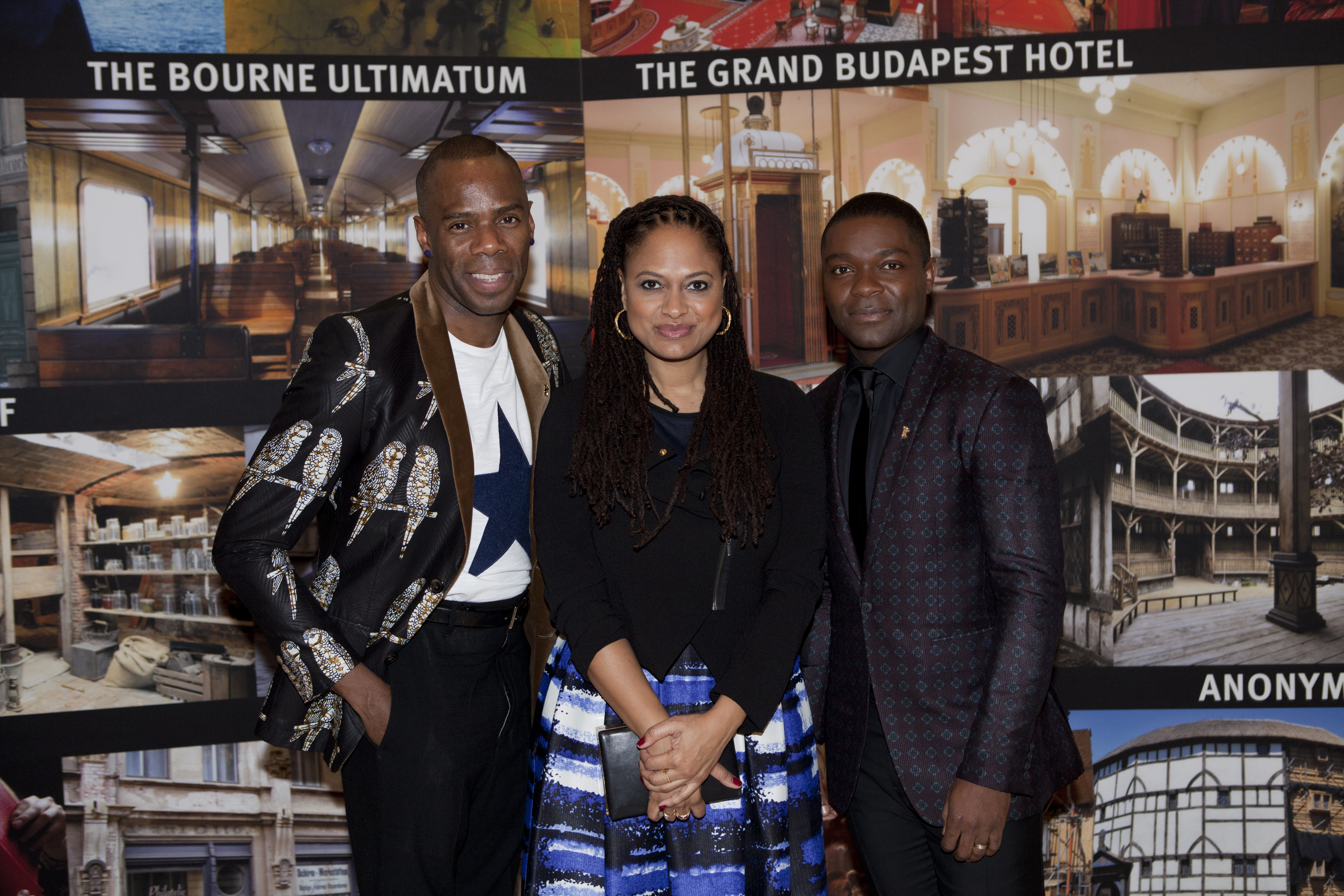
Ava DuVernay, David Oyelowo e Colman Domingo promovendo o filme Selma em 2015.

DuVernay dirigiu Selma, um filme com orçamento de US $ 20 milhões produzido pela Plan B Entertainment, sobre Martin Luther King, Jr., Lyndon B. Johnson e os protestos de Selma a Montgomery em março de 1965. O filme foi lançado em 25 de dezembro de 2014 para a aclamação da crítica.
Houve controvérsia significativa sobre Selma e sua descrição das ações de Lyndon Johnson como retratado no filme. O ex-assessor de política interna de Johnson, Joseph A. Califano, Jr., criticou DuVernay por ignorar e falsificar a história, e particularmente por sugerir que Johnson relutantemente apoiou os esforços de King e que ele enviou o FBI para investiga-lo.
O filme de DuVernay reescreveu a maioria do roteiro original de Paul Webb, com uma maior ênfase em King e as pessoas de Selma como figuras centrais. Em resposta às críticas dos historiadores e mídia que a acusaram de reescrever irresponsavelmente a história para retratar sua própria agenda, DuVernay assinalou que o filme não é "um documentário, não sou uma historiadora, sou uma contadora de histórias".
Selma foi nomeado para Melhor Filme e Melhor Canção Original, mas não a Melhor Diretor no Óscar. A falta de diversidade nas nomeações para o Oscar 2014 foi um tema forte na imprensa. Selma venceu o prêmio de Melhor Canção Original por Glory. DuVernay declarou que não criou expectativas em ser nomeada para que a omissão não a incomodasse; Mas ficou magoada pelo ator David Oyelowo não ter sido nomeado. Quanto à questão da diversidade racial nos prêmios, ela afirmou que os obstáculos para as pessoas de cor serem representadas no Óscar são sistêmica.
Em julho de 2016, o New York Film Festival fez o anúncio surpresa de que 13TH, um documentário dirigido por DuVernay, abriria o festival. Até o anúncio nenhuma menção do filme tinha sido feita por DuVernay ou Netflix, o distribuidor do filme.

#### Futuros projetos
Em 2013, ela anunciou o desenvolvimento de um longa-metragem narrativo intitulado Part of the Sky situado em Compton.
Em 2015, foi anunciado que DuVernay estaria escrevendo, produzindo e dirigindo um relato fictício sobre os aspectos "sociais e ambientais" do furacão Katrina, incluindo uma história de amor e um assassinato misterioso. David Oyelowo, de Selma, fará parte do projeto.
Em 2010, foi anunciado que Disney reteve direitos para adaptar o romance A Wrinkle in Time. Após o sucesso de Alice no País das Maravilhas de Tim Burton, a Disney anunciou Jeff Stockwell para escrever o roteiro para Cary Granat e seu novo estúdio, Bedrock Studios. Cary Granat já tinha trabalhado com a Disney nos filmes As Crônicas de Nárnia e Bridge to Terabithia. O orçamento do projeto é de US $ 35 milhões, que a empresa compara a Distrito 9 e Bridge to Terabithia, que tinham menos de US $ 30 milhões. Em 5 de agosto de 2014, Jennifer Lee foi anunciada como a roteirista que substituta de Stockwell, que escreveu o primeiro rascunho. Em 8 de fevereiro de 2016, foi relatado que DuVernay foi oferecida para dirigir o filme, e ela foi confirmada como diretora mais tarde nesse mesmo mês. A Wrinkle in Time começou a filmar em novembro de 2016 e estreia em 6 de abril de 2018.

### Televisão
DuVernay dirigiu o episódio 3.8 de Scandal que foi chamado "Vermont é para amantes, também".
Em 2015, DuVernay foi produtora executiva e dirigiu o piloto para a série da CBS, For Justice, estrelada por Anika Noni Rose. Não houve distribuição.
Naquele mesmo ano, DuVernay anunciou que estaria criando e produzindo a próxima série de drama, Queen Sugar, ao lado de Oprah Winfrey. O drama foi ajustado para ir ao ar na Oprah Winfrey Network. Em 2016, DuVernay anunciou que a atriz Rutina Wesley tinha sido escalada no elenco papel principal. A série estreou em 2016 com aclamação da crítica.

### Distribuidora
Em 2010 DuVernay começou AFFRM (o African-American Film Festival Releasing Movement) sua própria empresa para distribuir filmes feitos ou focado em pessoas negras. DuVernay refere-se a AFFRM como "não tanto um negócio, mas um apelo à ação".
Embora a construção de sólidas bases de negócios para os filmes é uma prioridade, DuVernay ressalta que a força motriz da organização é o ativismo.
Em 2015 a empresa mudou seu nome para ARRAY, prometendo um novo foco em mulheres cineastas também.

## Filmografia

### Cinema
| Ano  | Filme             | Diretora | Roteirista | Produtor |
| ---- | ----------------- | -------- | ---------- | -------- |
| 2010 | I Will Follow     | Sim      | Sim        | Sim      |
| 2012 | Middle of Nowhere | Sim      | Sim        | Sim      |
| 2014 | Selma             | Sim      | Sim        | Não      |
| 2018 | A Wrinkle in Time | Sim      | Não        | Não      |
| TBA  | New Gods          | Sim      | Sim        | Não      |

### Televisão
| Ano          | Título           | Diretora | Escritora | Produtora | Notas                                                     |
| ------------ | ---------------- | -------- | --------- | --------- | --------------------------------------------------------- |
| 2013         | Scandal          | Sim      | Não       | Não       | Vermont is for Lovers, Too"                               |
| 2015         | For Justice      | Sim      | Não       | Sim       | Piloto                                                    |
| 2016–present | Queen Sugar      | Sim      | Sim       | Sim       | Criadora; Escritora (4 episódios), Diretora (2 episódios) |
| 2019         | When They See Us | Sim      | Sim       | Sim       | Criadora; Diretora (4 episódios)                          |
| 2019         | The Red Line     | Não      | Não       | Sim       |                                                           |
| 2020–present | Cherish the Day  | Sim      | Sim       | Sim       | Criadora                                                  |

### Curtas-metragens
| Ano  | Título              | Diretora | Roteirista | Produtora |
| ---- | ------------------- | -------- | ---------- | --------- |
| 2006 | Saturday Night Life | Sim      | Sim        | Não       |
| 2013 | The Door            | Sim      | Sim        | Sim       |
| 2013 | Say Yes             | Sim      | Sim        | Não       |

### Documentários
| Ano  | Título                                   | Diretora | Roteirista | Produtora |
| ---- | ---------------------------------------- | -------- | ---------- | --------- |
| 2007 | Compton in C Minor                       | Sim      | Não        | Sim       |
| 2008 | This is the Life                         | Sim      | Sim        | Sim       |
| 2016 | August 28: A Day in the Life of a People | Sim      | Sim        | Sim       |
| 2016 | 13th                                     | Sim      | Sim        | Sim       |